# Apamea pendina
Apamea pendina är en fjärilsart som beskrevs av Smith 1910. Apamea pendina ingår i släktet Apamea och familjen nattflyn. Inga underarter finns listade i Catalogue of Life.